# Chrysopa mesonotalis
Chrysopa mesonotalis is een insect uit de familie van de gaasvliegen (Chrysopidae), die tot de orde netvleugeligen (Neuroptera) behoort. 
Chrysopa mesonotalis is voor het eerst wetenschappelijk beschreven door Esben-Petersen in 1926.